# ابن راضی بغدادی
صادق بن محمد بن راضی بغدادی شهرت‌یافته به ابن راضی (؟ - ۱۹۱۸م) فقیه امامی عراقی بود. در نجف درس خواند. با استعمار بریتانیا در بصره مبارزه کرد. الحجة البالغة اثر برجستهٔ اوست.